# Естели
Естели (шпански изговор: [естеˈли]), званично Villa de San Antonio de Pavia de Estelí  је град и општина у саставу департмана Естели. То је седми по величини град у Никарагви, са 108.138 становника (процена 2019.), активан комерцијални центар на северу и познат као „Дијамант Сеговије“; ово име је створио Оскар Кореа Молина у својој радио емисији "Трамполин 43"
Смештен на Панамеричкој магистрали, 150 км северно од Манагве, Естели је брзорастући и прогресиван град. Ужива у пријатној клими током већег дела године због свог положаја у северном централном горју на средњој надморској висини од 844 м (2769 фт) надморске висине. Град је такође окружен шумовитим планинама борова, храстова и ораха и висоравнима које се пењу до 1600 м надморске висине, од којих су неке заштићене као природни резервати.

## Историја
Прво насеље онога што ће постати град Естели догодило се у вили Вијеха 1685. године. Основала га је група Шпанаца који су бежали из Нуеве Сеговије и која је у то време патила од пиратских напада. Вила Вијеха је тада замењена новим насељем одакле је израстао град Естели. Данас постоје докази о првој цркви у градском сектору Вила Вијеха.
Град је описан 1858. године као „градић у малој равници кроз коју вијуга истоимена река…“ Описана је као да има млевену круницу и да „земља производи значајну пшеницу средњег квалитета."
Естели је 1920. године описан као 8000 становника и као богат и растући центар.
Естели је био поприште тешких борби у грађанском рату против владе Сомозе од 1978. до 1979. Град је тешко бомбардован из ваздуха од стране режимске Националне гарде и спалиле су га гериле из ФСЛН, што је многе градске зграде претворило у рушевине. Људске жртве биле су око 15.000; многи од њих су били масакрирани под сумњом да су били део побуне због инфилтрације антивладиних герила са Тихог океана у Никарагви који су град користили као ратно позориште. Естели је обновио све осим неких структура, попут Театра Монтенегро и Владине палате, а на неколико њих се још могу видети рупе од метака.

## Економија
Земља око Естелија је савршена за узгајање дувана за употребу у цигарама, а град је постао уточиште кубанских произвођача цигара након Кубанске револуције 1959. Награђиване цигаре учиниле су Естели једним од најважнијих градова на свету за производњу цигара. Естели такође има много школа страних језика. Ресторани и хотели служе за туристе који путују у оближње природне резервате и друге делове регије. Природни резервати у околини укључују Мирафлор, Тисеј-Естанзуела, Лас Брисас-Квиабуц, Томабу, Тепесомото и Моропотенте.

## Гастрономија
Због своје надморске висине, у Естелију може бити прилично прохладно ноћу или ујутро, па чак и  зими. Тако се, као и сви северни планински предели Никарагве, Естелијева гастрономија састоји од обилне планинске прехране од говедине, дивљачи, телетине, зеца, гусака, кобасица и тешких супа попут албондига, куесо, рес итд.
Велика је потрошња млечних производа попут димљених или зачињених сирева попут ахумада и пикантеа, и регионалних јела на бази кукуруза попут укусних монтука, слано-киселих репочета. За доручак су чешћи чоризо, препржени пасуљ, павлака и домаћи хлеб, а црна кафа је краљ пића у свако доба дана. Иако се илегално конзумира и цусуса (бистро алкохолно пиће), посебно на периферији града или у малим кантинама (баровима).